# TCP Port Service Multiplexer
TCP Port Service Multiplexer (TCPMUX) è un servizio Internet che implementa l'omonimo protocollo definito dalla RFC 1078. Il servizio, in ascolto sulla porta 1, implementa un multiplexer tra vari servizi Internet.
È stato successivamente deprecato sia per motivazioni tecniche che per scarso utilizzo.